# Fabien Farnolle
Fabien Farnolle, né le 5 février 1985 à Bordeaux en France, est un footballeur international béninois évoluant au poste de gardien de but.

## Biographie

### Carrière en club
Fabien Farnolle est un gardien athlétique formé aux Girondins de Bordeaux.
En 2005, il décide de tenter l'aventure à l'étranger en rejoignant Setúbal au Portugal. Il revient en France en 2006, effectuant un essai non concluant au Stade lavallois, avant de s'aguerrir dans les championnats amateurs sous les couleurs de Quevilly, Lormont puis Libourne où il est la doublure de Jean-Baptiste Daguet en National. 
De retour dans son club formateur en juin 2009, il a le privilège de s'entraîner avec le groupe professionnel. Il est sollicité par les plus grands attaquants de Ligue 1 et profite des conseils avisés d'Ulrich Ramé et Cédric Carrasso. En parallèle, il est le gardien no 1 de l'équipe réserve. 
En fin de contrat en Gironde, Fabien décide de signer à Clermont en juin 2010, en tant que doublure de Michaël Fabre. À la suite de la blessure de ce dernier en février, il termine l'exercice 2010-2011 en tant que titulaire. Après le départ sous forme de prêt de Fabre au Racing Club de Lens, Farnolle devient titulaire lors de la saison 2011-2012.
Après avoir quitté le Clermont Foot libre et tenté divers essais au cours de l'été 2014, il est toujours sans club début septembre et s'entretient avec la réserve girondine.
Le 14 février 2015, il signe en faveur du Dinamo Bucarest. Son premier et seul match sous les couleurs du Dinamo se déroule le 17 février en Coupe de Roumanie face au Pandurii Târgu Jiu (défaite 2-1).
Libre de tout contrat, le 2 juillet 2015, il s'engage avec le club de Le Havre AC pour une durée de 2 saisons (plus une 1 année en option).
En 2016, il est élu joueur de deuxième division de l'année par le magazine France Football.

### Carrière en sélection
Le 29 février 2012, Fabien reçoit sa première sélection avec le Bénin au cours d'un match des éliminatoires de la CAN 2013 contre l'Éthiopie.

## Liens externes

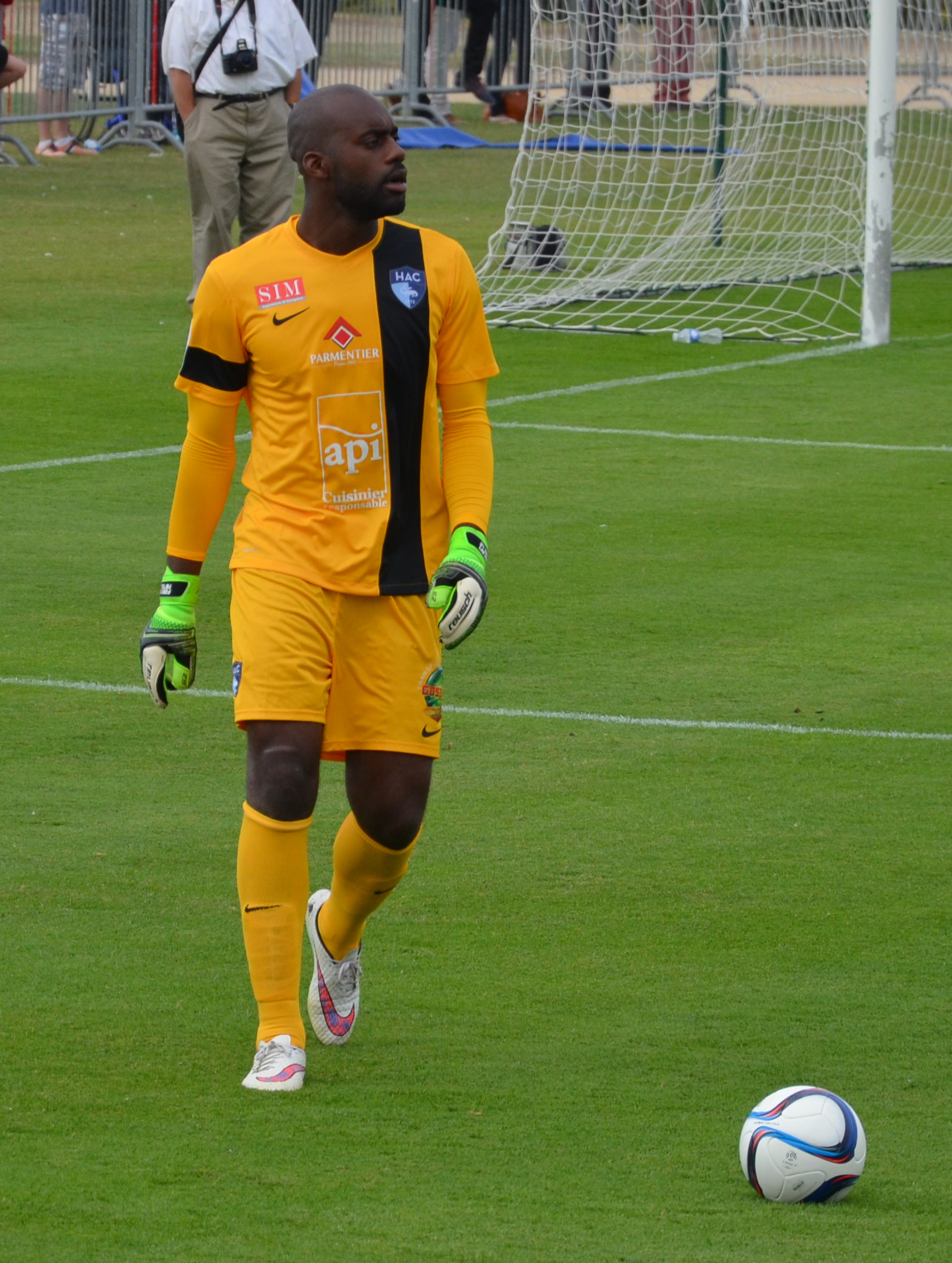
Farnolle Fabien